# Jacques Riberolles
Pour les articles homonymes, voir Riberolles.
Jacques Riberolles est un acteur français, né le 1er juin 1929 à Monaco et mort le 18 août 1982 à Paris 16e.

## Biographie
Cet acteur fut un visage familier et même une sorte de jeune premier (à mi-chemin entre Henri Vidal et Jean-Paul Belmondo) du cinéma français des années 1960. Il tourna notamment avec Jacques Doniol-Valcroze (dans L'Eau à la bouche) et Jacques Demy (dans Les Demoiselles de Rochefort), mais aussi avec Henri Decoin, Roger Vadim et Georges Lautner.
Il meurt d'une crise cardiaque et est inhumé au cimetière de Montmartre (division 31, ligne 5, tombe 14).

## Filmographie
- 1954 : Dix-huit heures d'escale de René Jolivet
- 1955 : Le Village magique de Jean-Paul Le Chanois
- 1955 : La Belle journée - film tourné en Allemagne
- 1956 : Ce soir les jupons volent de Dimitri Kirsanoff
- 1957 : C'est arrivé à 36 chandelles de Henri Diamant-Berger -(Michel)
- 1958 : Les Explorateurs de Paris - court métrage
- 1959 : En votre âme et conscience, série télévisée (1 épisode: L'affaire Rorique)
- 1959 : Bal de nuit de Maurice Cloche - (Raymond)
- 1960 : Les Magiciennes de Serge Friedman - (Peter)
- 1960 : L'Eau à la bouche de Jacques Doniol-Valcroze - (Robert)
- 1960 : Marche ou crève de Georges Lautner - (Stefan)
- 1961 : La Bride sur le cou de Roger Vadim - (Philippe Belmas)
- 1961 : Le Pavé de Paris de Henri Decoin - (Marc)
- 1962 : Le Septième Juré de Georges Lautner - (Sylvain Sautral)
- 1962 : Portrait-robot de Paul Paviot - (Pascal)
- 1962 : Donnez-moi dix hommes désespérés de Pierre Zimmer
- 1965 : Furia à Bahia pour OSS 117 de André Hunebelle - (Miguel Sulza)
- 1966 : Le train bleu s'arrête 13 fois de Serge Friedman, épisode : Saint Raphaël : une balle de trop
- 1967 : Les Demoiselles de Rochefort de Jacques Demy - (Guillaume Lancien)
- 1967 : La Bonne Peinture, téléfilm
- 1968 : Provinces (émission "La coupe"), série télévisée
- 1969 : Galia de Georges Lautner - (Matik)
- 1969 : L'échelle blanche / La promesse - (Secret world) de Robert Freeman et Paul Feyder - (Norbert)
- 1970 : Le Tribunal de l'impossible : Un mystère contemporain de Alain Boudet
- 1970 : L'Initiation de Denis Heroux - (Gervais Messiambre)
- 1970 : L'Amour humain / Les défroqués de Denis Heroux - (Julien Lambert)
- 1971 : Finalement... de Richard Martin
- 1978 : Les Bijoux de Carina (Van Hacken)
- 1979 : Efficax (Le PDG Paul Forest)
- 1981 : Chambre 17
- 1982 : Mettez du sel sur la queue de l'oiseau pour l'attraper, téléfilm (Missonier)
- 1982 : Les Misérables de Robert Hossein - (Le boulanger)

## Théâtre
- 1945 : À l'approche d'un soir du monde de Fabien Reignier, mise en scène Maurice Escande et Jacques-Henri Duval, Théâtre Saint-Georges
- 1954 : Les Mystères de Paris d'Albert Vidalie d'après Eugène Sue, mise en scène Georges Vitaly, Théâtre La Bruyère
- 1955 : Un cas intéressant de Dino Buzzati, mise en scène Georges Vitaly, Théâtre La Bruyère
- 1957 : Le Pain blanc de Claude Spaak, mise en scène Yves Brainville, Théâtre du Vieux-Colombier
- 1958 : Lucy Crown de Jean-Pierre Aumont, mise en scène Pierre Dux, Théâtre de Paris
- 1959 : Dix Ans ou dix minutes de Grisha Dabat, mise en scène Jean Le Poulain, Théâtre Hébertot
- 1959 : Le Cœur léger de Samuel Taylor et Cornelia Otis Skinner, mise en scène Jacques Charon, Théâtre de l'Athénée
- 1966 : Seule dans le noir de Frederick Knott, adaptation Raymond Castans, mise en scène Raymond Rouleau, Théâtre Édouard VII